# Villa delCarbón
Villa delCarbón là một đô thị thuộc bang México, México. Năm 2005, dân số của đô thị này là 39587 người.